# Quốc ca Cộng hòa Xã hội chủ nghĩa Xô viết Azerbaijan
Quốc ca Cộng hòa Xã hội chủ nghĩa Xô viết Azerbaijan là quốc ca của Cộng hòa Xã hội chủ nghĩa Xô viết Azerbaijan thuộc Liên Xô trước đây. Bài hát được sáng tác vào năm 1944 và được sử dụng từ năm 1945 đến năm 1992.

## Lịch sử
Vào năm 1930, nhân dịp kỉ niệm 10 năm thành lập nước Cộng hòa Xã hội chủ nghĩa Xô viết Azerbaijan (khi đó vẫn còn là một phần của Liên bang Ngoại Kavkaz thuộc Liên Xô), nhà soạn nhạc người Azerbaijan Uzeyir Hajibeyov đã viết lời và soạn nhạc cho bài quốc ca mới. Hajibeyov cũng tiến hành buổi diễn đầu tiên tại Baku vào ngày 28 tháng 4 năm 1930; tuy nhiên, có rất ít hoặc không có thông tin về việc sử dụng bài hát làm quốc ca.
Bài tụng ca được sáng tác bởi Uzeyir Hajibeyov, trước đó ông cũng cho ra đời bài Azərbaycan marşı – quốc ca của Cộng hòa Dân chủ Azerbaijan lẫn Azerbaijan hiện tại. Lời bài hát được thay đổi năm 1978 khi Suleyman Rustam, Samad Vurgun và Huseyn Arif loại bỏ phần lời liên quan đến Joseph Stalin. Cũng giống như nhiều bài quốc ca của các nước cộng hòa thuộc Liên Xô, bài hát này ca tụng vị lãnh tụ Vladimir Lenin (và trước đây là Joseph Stalin), cuộc Cách mạng tháng Mười và chủ nghĩa cộng sản. Ngoài ra, nó cũng ca ngợi tình hữu nghị anh em giữa các nước cộng hòa Xô viết. Đây cũng là bài quốc ca của Azerbaijan khi nước này giành được độc lập cho đến năm 1992 khi "Hành khúc Azerbaijan" được khôi phục.

## Lời bài hát

### Phiên bản 1978–1992

#### Bản dịch tiếng Nga
| Chữ Kirin | La Mã hoá |
| --- | --- |
| I Азербайджан! Республика весны, отваги и труда! Свободный край, счастливый край в союзе братском навсегда. В огне борьбы взошла твоя неугасимая заря; Твоя судьба окрылена высоким солнцем Октября. Припев: Путь к счастью Ленин нам открыл, ведет нас партия вперед, И коммунизма ясный свет к свершеньям доблестным зовет. Мы сотворили новый мир, в грядущий день устремлены. Так славься, наш Азербайджан, в семье республик всей страны! II Страна огней, заветный край, земля любимая навек! Здесь вдохновенный, щедрый труд вершит свободный человек. Благословенная земля светлей и краше с каждым днем. Тепло сердец, сиянье дум Стране Советов отдаем. Припев III Непобедим, несокрушим союз народов — наш оплот, И знаменосцем дружбы той великий русский стал народ. Единству нашему верны — прочнее сплава в мире нет! Мы твердой поступью идем дорогой славы и побед. Припев | I Azerbajdžan! Respublika vesny, otvagi i truda! Svobodnyj kraj, sčastlivyj kraj v sojuze bratskom navsegda. V ogne borjby vzošla tvoja neugasimaja zarja; Tvoja sudjba okrylena vysokim solncem Oktjabrja. Pripev: Putj k sčastjju Lenin nam otkryl, vedet nas partija vpered, I kommunizma jasnyj svet k sveršenjjam doblestnym zovet. My sotvorili novyj mir, v grjadušcij denj ustremleny. Tak slavjsja, naš Azerbajdžan, v semje respublik vsej strany! II Strana ognej, zavetnyj kraj, zemlja ljubimaja navek! Zdesj vdohnovennyj, šcedryj trud veršit svobodnyj čelovek. Blagoslovennaja zemlja svetlej i kraše s každym dnem. Teplo serdec, sijanje dum Strane Sovetov otdajem. Pripev III Nepobedim, nesokrušim sojuz narodov – naš oplot, I znamenoscem družby toj velikij russkij stal narod. Jedinstvu našemu verny – pročneje splava v mire net! My tverdoj postupjju idem dorogoj slavy i pobed. Pripev |

### Phiên bản Stalin (1944–1978)

#### Lời tiếng Azerbaijan
| Chữ Kirin (sau 1958) | Chữ Kirin (1939–1958) | Jaalif (không còn sử dụng) | Chữ Kirin hiện đại |
| --- | --- | --- | --- |
| Khổ 1 | | | |
| Азәрбајҹан – дүнја ҝөрмүш бу шәрәфли, шанлы дијар, Вәтән ешги бабалардан галмыш әзиз бир јадиҝар, Ганлы дөјүш мејданында биз јаратдыг ағ ҝүнләри – Нәсилләрдән нәсилләрә јурдумузун шөһрәти вар. | Азәрбайҹан – дүня ҝөрмүш бу шәрәфли, шанлы дияр, Вәтән эшги бабалардан галмыш әзиз бир ядиҝар, Ганлы дөйүш мейданында биз яратдыг ағ ҝүнләри – Нәсилләрдән нәсилләрә юрдумузун шөһрәти вар. | Azərʙajçan – dynja gɵrmyş ʙu şərəfli, şanlь dijar, Vətən eşqi ʙaʙalardan qalmьş əziz ʙir jadigar, Qanlь dɵjyş mejdanьnda ʙiz jaratdьq aƣ gynləri – Nəsillərdən nəsillərə jurdumuzun şɵhrəti var. | Azərbaycan – dünya görmüş bu şərəfli, şanlı diyar, Vətən eşqi babalardan qalmış əziz bir yadigar, Qanlı döyüş meydanında biz yaratdıq ağ günləri – Nəsillərdən nəsillərə yurdumuzun şöhrəti var. |
| Điệp khúc | | | |
| Гој вар олсун Азәрбајҹан, Одлар јурду – Ана вәтән Гоҹа Шәргә ҝүнәш доғур јурдумузун гүдрәтиндән. Бајрағымыз сосиализмин гардаш елләр дүнјасыдыр, Јаша вәтән! Халгымызын шәрәфисән, шөһрәтисән.   | Гой вар олсун Азәрбайҹан, Одлар юрду – Ана вәтән Гоҹа Шәргә ҝүнәш доғур юрдумузун гүдрәтиндән. Байрағымыз сосиализмин гардаш элләр дүнясыдыр, Яша вәтән! Халгымызын шәрәфисән, шөһрәтисән.  | Qoj var olsun Azərʙajçan, Odlar jurdu – Ana vətən Qoça Şərqə gynəş doƣur jurdumuzun qydrətindən. Bajraƣьmьz sosializmin qardaş ellər dynjasьdьr, Jaşa vətən! Xalqьmьzьn şərəfisən, şɵhrətisən.   | Qoy var olsun Azərbaycan, Odlar yurdu – Ana vətən Qoca Şərqə günəş doğur yurdumuzun qüdrətindən. Bayrağımız sosializmin qardaş ellər dünyasıdır, Yaşa vətən! Xalqımızın şərəfisən, şöhrətisən.   |
| Khổ 2 | | | |
| Устадымыз бөјүк Ленин – шанлы зәфәр бајрағымыз, Рәһбәримиз Сталиндир – бизим һәјат нөврағымыз. Ҝөзәл Бакы! Гүдрәтиндән илһам алыр Азәрбајҹан – Азад елли, азад ҝүнлү доғма Совет торпағымыз.     | Устадымыз бөйүк Ленин – шанлы зәфәр байрағымыз, Рәһбәримиз Сталиндир – бизим һәят нөврағымыз. Ҝөзәл Бакы! Гүдрәтиндән илһам алыр Азәрбайҹан – Азад элли, азад ҝүнлү доғма Совет торпағымыз. | Ustadьmьz ʙɵjyk Lenin – şanlь zəfər ʙajraƣьmьz, Rəhʙərimiz Stalindir – ʙizim həjat nɵvraƣьmьz. Gɵzəl Bakь! Qydrətindən ilham alьr Azərʙajçan – Azad elli, azad gynly doƣma Sovet torpaƣьmьz.     | Ustadımız böyük Lenin – şanlı zəfər bayrağımız, Rəhbərimiz Stalindir – bizim həyat növrağımız. Gözəl Bakı! Qüdrətindən ilham alır Azərbaycan – Azad elli, azad günlü doğma Sovet torpağımız.     |
| Điệp khúc | | | |
| Гој вар олсун Азәрбајҹан, Одлар јурду – Ана вәтән Гоҹа Шәргә ҝүнәш доғур јурдумузун гүдрәтиндән. Бајрағымыз сосиализмин гардаш елләр дүнјасыдыр, Јаша вәтән! Халгымызын шәрәфисән, шөһрәтисән.   | Гой вар олсун Азәрбайҹан, Одлар юрду – Ана вәтән Гоҹа Шәргә ҝүнәш доғур юрдумузун гүдрәтиндән. Байрағымыз сосиализмин гардаш элләр дүнясыдыр, Яша вәтән! Халгымызын шәрәфисән, шөһрәтисән.  | Qoj var olsun Azərʙajçan, Odlar jurdu – Ana vətən Qoça Şərqə gynəş doƣur jurdumuzun qydrətindən. Bajraƣьmьz sosializmin qardaş ellər dynjasьdьr, Jaşa vətən! Xalqьmьzьn şərəfisən, şɵhrətisən.   | Qoy var olsun Azərbaycan, Odlar yurdu – Ana vətən Qoca Şərqə günəş doğur yurdumuzun qüdrətindən. Bayrağımız sosializmin qardaş ellər dünyasıdır, Yaşa vətən! Xalqımızın şərəfisən, şöhrətisən.   |
| Khổ 3 | | | |
| Гардашымыз рус халгыдыр азадлығын бајрагдары, Ганымызла сувармышыг бу достлуғу, бу илгары, Јер үзүнүн шөһрәтидир шанлы Совет торпағымыз – Бу торпагда чичәк ачды инсанлығын илк баһары...        | Гардашымыз рус халгыдыр азадлығын байрагдары, Ганымызла сувармышыг бу достлуғу, бу илгары, Ер үзүнүн шөһрәтидир шанлы Совет торпағымыз – Бу торпагда чичәк ачды инсанлығын илк баһары...    | Qardaşьmьz rus xalqьdьr azadlьƣьn ʙajraqdarь, Qanьmьzla suvarmьşьq ʙu dostluƣu, ʙu ilqarь, Jer yzynyn şɵhrətidir şanlь Sovet torpaƣьmьz – u torpaqda cicək acdь insanlьƣьn ilk ʙaharь...         | Qardaşımız rus xalqıdır azadlığın bayraqdarı, Qanımızla suvarmışıq bu dostluğu, bu ilqarı, Yer üzünün şöhrətidir şanlı Sovet torpağımız – u torpaqda çiçək açdı insanlığın ilk baharı...         |
| Điệp khúc | | | |
| Гој вар олсун Азәрбајҹан, Одлар јурду – Ана вәтән Гоҹа Шәргә ҝүнәш доғур јурдумузун гүдрәтиндән. Бајрағымыз сосиализмин гардаш елләр дүнјасыдыр, Јаша вәтән! Халгымызын шәрәфисән, шөһрәтисән.   | Гой вар олсун Азәрбайҹан, Одлар юрду – Ана вәтән Гоҹа Шәргә ҝүнәш доғур юрдумузун гүдрәтиндән. Байрағымыз сосиализмин гардаш элләр дүнясыдыр, Яша вәтән! Халгымызын шәрәфисән, шөһрәтисән.  | Qoj var olsun Azərʙajçan, Odlar jurdu – Ana vətən Qoça Şərqə gynəş doƣur jurdumuzun qydrətindən. Bajraƣьmьz sosializmin qardaş ellər dynjasьdьr, Jaşa vətən! Xalqьmьzьn şərəfisən, şɵhrətisən.   | Qoy var olsun Azərbaycan, Odlar yurdu – Ana vətən Qoca Şərqə günəş doğur yurdumuzun qüdrətindən. Bayrağımız sosializmin qardaş ellər dünyasıdır, Yaşa vətən! Xalqımızın şərəfisən, şöhrətisən.   |

#### Phiên bản tiếng Nga
| Chữ Kirin | La Mã hoá |
| --- | --- |
| I Азербайджан – увидел мир эту славную, доблестную страну, Славная Родина, оставшаяся в памяти от отцов, На поле сражения в кровавой битве мы сотворили светлые дни – Из поколения в поколения прославляется наша Родина. Припев: Пусть процветает Азербайджан, Родина – Страна Огней Могущество Родины озаряет солнцем Старый Восток. Наш флаг является миром для братских социалистических республик, Живи Родина! Ты слава нашего народа. II Наш вождь Великий Ленин – славный флаг победы, Лидер Сталин – наш путеводитель в жизни. Прекрасный Баку! Азербайджан вдохновляется от твоей мощи, Родная Советская земля, свобода народа, свобода дня. Припев III Русский народ – наши братья, знаменосцы свободы, Эту дружбу, этот свет мы окропили кровью. Доблестная советская земля, ты слава Мира – Открылись первые весенние цветы человечества на этой Земле! Припев | I Azerbajdžan – uvidel mir etu slavnuju, doblestnuju stranu, Slavnaja Rodina, ostavšajsja v pamjati ot otcov, Na pole sraženija v krovavoj bitve my sotvorili svetlyje dni – Iz pokolenija v pokolenija proslavljajetsja naša Rodina. Pripev: Pustj procvetajet Azerbajdžan, Rodina – Strana Ognej Mogušcestvo Rodiny ozarjajet solncem Staryj Vostok. Naš flag javljajetsja mirom dlja bratskih socialističeskih respublik, Živi Rodina! Ty slava naševo naroda. II Naš voždj Velikij Lenin – slavnyj flag pobedy, Lider Stalin – naš putevoditelj v žizni. Prekrasnyj Baku! Azerbajdžan vdohnovljajetsja ot tvojej mošci, Rodnaja Sovetskaja zemlja, svoboda naroda, svoboda dnja. Pripev III Russkij narod – naši bratjja, znamenoscy svobody, Etu družbu, etot svet my okropili krovjju. Doblestnaja sovetskaja zemlja, ty slava Mira – Otkrylisj pervyje vesennije cvety čelovečestva na etoj Zemle! Pripev |

Bản nhạc quốc ca Azerbaijan Xô viết